# 日本のテレビアニメ作品一覧 (1970年代)
- アニメ > テレビアニメ > 日本のテレビアニメ作品一覧 > 日本のテレビアニメ作品一覧 (1970年代)
- アニメ > アニメ作品一覧 > 日本のテレビアニメ作品一覧 > 日本のテレビアニメ作品一覧 (1970年代)

日本のテレビアニメ作品一覧 (1970年代)（にほんのテレビアニメさくひんいちらん (1970ねんだい)）は、1970年から1979年に放送された日本のテレビアニメ作品一覧。

## 1970年（昭和45年）
| 開始日 - 終了日          | 作品名                           | 制作会社                    | 主放送局・系列 | 話数    |
| ------------------------ | -------------------------------- | --------------------------- | -------------- | ------- |
| 3月30日 - 12月31日       | いたずら天使チッポちゃん         | フジテレビ・エンタプライズ  | CX             | 全240話 |
| 3月30日 - 7月21日        | 動物村ものがたり                 | おとぎプロ、TCJ動画センター | NET            | 全100話 |
| 4月1日 - 1971年9月29日   | あしたのジョー                   | 虫プロダクション            | CX             | 全79話  |
| 4月1日 - 9月30日         | サラリーマンミニミニ作戦         | ピー・プロダクション        | CX             | 全27話  |
| 4月3日 - 9月25日         | ばくはつ五郎                     | TCJ                         | TBS            | 全26話  |
| 4月5日 - 9月27日         | おたのしみアニメ劇場             | スタジオ・ゼロ              | CX             | 全26話  |
| 4月7日 - 1971年12月28日  | 昆虫物語 みなしごハッチ（第1作） | タツノコプロ                | CX             | 全91話  |
| 4月13日 - 1971年4月5日   | 赤き血のイレブン                 | 東京テレビ動画              | NTV            | 全52話  |
| 5月3日（特別番組）       | スモーキー・ベアの唄             | ビデオクラフト              | NHK            | 全1話   |
| 6月10日 - 10月24日       | 日本誕生                         | 虫プロダクション            | NTV            | 全5話   |
| 8月3日 - 1971年9月30日   | キリンものしり大学 マンガ人物史  | オフィス・ユニ              | MBS            | 全366話 |
| 9月28日 - 1971年3月27日  | 男どアホウ!甲子園                | 東京テレビ動画              | NTV            | 全156話 |
| 10月2日 - 1971年3月26日  | キックの鬼                       | 東映動画                    | TBS            | 全26話  |
| 10月3日 - 1971年8月18日  | いじわるばあさん（第1作）        | ナック                      | YTV            | 全39話  |
| 10月4日 - 1972年9月24日  | いなかっぺ大将                   | タツノコプロ                | CX             | 全208話 |
| 10月5日 - 1971年3月29日  | のらくろ                         | TCJ動画センター             | CX             | 全26話  |
| 10月7日 - 1971年3月31日  | われらサラリーマン党             | ピー・プロダクション        | CX             | 全26話  |
| 10月18日 - 1971年2月21日 | 進めや進めスモーキー!            | 東映動画（日米合作）        | NHK            | 全17話  |
| 11月2日 - 1971年9月27日  | 魔法のマコちゃん                 | 東映動画                    | NET            | 全48話  |

1. ↑  第40話より『サッカー野郎 赤き血のイレブン』に改題
2. ↑  全104回放送

## 1971年（昭和46年）
| 開始日 - 終了日          | 作品名                  | 制作会社           | 主放送局・系列 | 話数     |
| ------------------------ | ----------------------- | ------------------ | -------------- | -------- |
| 1月1日 - 1972年9月30日   | カバトット              | タツノコプロ       | CX             | 全300話  |
| 1月3日 - 12月26日        | アンデルセン物語        | 虫プロダクション   | CX             | 全52話   |
| 2月15日 - 3月22日        | 珍豪ムチャ兵衛          | 東京ムービー       | TBS            | 全49話   |
| 4月3日 - 9月25日         | 決断                    | タツノコプロ       | NTV            | 全26話   |
| 4月8日 - 9月30日         | さすらいの太陽          | 虫プロダクション   | CX             | 全26話   |
| 9月1日 - 1972年12月27日  | 新オバケのQ太郎         | 東京ムービー       | NTV            | 全135話  |
| 9月25日 - 1972年6月24日  | 天才バカボン            | 東京ムービー       | YTV            | 全79話   |
| 10月1日 - 1974年12月31日 | 世界ものしり旅行        | オフィス・ユニ     | MBS            | 全1006話 |
| 10月3日 - 1972年3月26日  | ふしぎなメルモ          | 手塚プロダクション | ABC            | 全26話   |
| 10月4日 - 1972年3月27日  | さるとびエッちゃん      | 東映動画           | NET            | 全26話   |
| 10月6日 - 1972年3月29日  | アパッチ野球軍          | 東映動画           | NET            | 全26話   |
| 10月6日 - 1972年9月25日  | 国松さまのお通りだい    | 虫プロダクション   | CX             | 全46話   |
| 10月7日 - 1972年9月28日  | ゲゲゲの鬼太郎（第2作） | 東映動画           | CX             | 全45話   |
| 10月7日 - 1972年3月30日  | スカイヤーズ5（第2作）  | TCJ                | TBS            | 全39話   |
| 10月24日 - 1972年3月26日 | ルパン三世（第1作）     | 東京ムービー       | YTV            | 全23話   |
| 10月30日 - 1972年3月25日 | 原始少年リュウ          | 東映動画           | TBS            | 全22話   |

1. ↑  全26回放送
2. ↑  全70回放送
3. ↑  全40回放送
4. ↑  未放送13話含む

## 1972年（昭和47年）
| 開始日 - 終了日         | 作品名                              | 制作会社                     | 主放送局・系列 | 話数    |
| ----------------------- | ----------------------------------- | ---------------------------- | -------------- | ------- |
| 1月4日 - 12月26日       | 樫の木モック                        | タツノコプロ                 | CX             | 全52話  |
| 1月9日 - 12月31日       | ムーミン（第2作）                   | 虫プロダクション             | CX             | 全52話  |
| 1月10日 - 10月2日       | 正義を愛する者 月光仮面             | ナック                       | NTV            | 全39話  |
| 4月1日 - 9月30日        | 海のトリトン                        | アニメーションスタッフルーム | ABC            | 全27話  |
| 4月3日 - 12月25日       | 魔法使いチャッピー                  | 東映動画                     | NET            | 全39話  |
| 4月5日 - 1973年3月28日  | 赤胴鈴之助                          | 東京ムービー                 | CX             | 全52話  |
| 4月23日 - 8月20日       | アニメドキュメント ミュンヘンへの道 | 日本テレビ動画               | TBS            | 全16話  |
| 7月8日 - 1973年3月31日  | デビルマン                          | 東映動画                     | NET            | 全39話  |
| 8月27日 - 11月26日      | モンシェリCoCo                      | 日本テレビ動画               | TBS            | 全13話  |
| 10月1日 - 1974年9月29日 | 科学忍者隊ガッチャマン              | タツノコプロ                 | CX             | 全105話 |
| 10月4日 - 1973年3月28日 | アストロガンガー                    | ナック                       | NTV            | 全26話  |
| 10月5日 - 1973年9月28日 | かいけつタマゴン                    | タツノコプロ                 | CX             | 全194話 |
| 10月5日 - 1973年3月29日 | ハゼドン                            | 創映社（サンライズ）         | CX             | 全26話  |
| 10月7日 - 1973年9月29日 | おんぶおばけ                        | TCJ動画センター              | YTV            | 全52話  |
| 10月7日 - 1974年9月28日 | ど根性ガエル                        | 東京ムービー                 | ABC            | 全205話 |
| 12月3日 - 1974年9月1日  | マジンガーZ                         | 東映動画                     | CX             | 全92話  |
| 12月11日                | フータくん                          | 日本放送映画                 | HTV            | 全3話?  |

1. ↑  同年9月24日に特別篇を放送
2. ↑  全103回放送
3. ↑  広島テレビでは1回放送。翌1973年1月2日と3日の関西テレビでは3回放送されている。1970年代初頭に関東地区で放送された説もあり、広島テレビよりも早く放送された地域が存在する可能性もある。

## 1973年（昭和48年）
| 開始日 - 終了日          | 作品名                     | 制作会社             | 主放送局・系列 | 話数   |
| ------------------------ | -------------------------- | -------------------- | -------------- | ------ |
| 1月1日 - 9月24日         | バビル2世（第1作）         | 東映動画             | NET            | 全39話 |
| 1月2日 - 9月25日         | けろっこデメタン           | タツノコプロ         | CX             | 全39話 |
| 1月7日 - 12月30日        | 山ねずみロッキーチャック   | ズイヨー映像         | CX             | 全52話 |
| 3月2日 - 9月28日         | ジャングル黒べえ           | 東京ムービー         | MBS            | 全61話 |
| 4月1日 - 9月30日         | ドラえもん（第1作）        | 日本テレビ動画       | NTV            | 全26話 |
| 4月2日 - 9月24日         | ワンサくん                 | 虫プロダクション     | KTV            | 全26話 |
| 4月4日 - 1974年3月27日   | 荒野の少年イサム           | 東京ムービー         | CX             | 全52話 |
| 4月7日 - 10月6日         | ミクロイドS                | 東映動画             | NET            | 全26話 |
| 10月1日 - 1974年12月30日 | ゼロテスター               | 創映社（サンライズ） | KTV            | 全66話 |
| 10月1日 - 1974年3月25日  | ミラクル少女リミットちゃん | 東映動画             | NET            | 全25話 |
| 10月2日 - 1974年6月25日  | 新造人間キャシャーン       | タツノコプロ         | CX             | 全35話 |
| 10月3日 - 1974年9月25日  | 空手バカ一代               | 東京ムービー         | NET            | 全47話 |
| 10月4日 - 1974年3月28日  | ドロロンえん魔くん         | 東映動画             | CX             | 全25話 |
| 10月5日 - 1974年3月29日  | エースをねらえ!            | 東京ムービー         | MBS            | 全26話 |
| 10月6日 - 1974年3月30日  | 冒険コロボックル           | エイケン             | YTV            | 全26話 |
| 10月7日 - 1974年9月29日  | 侍ジャイアンツ             | 東京ムービー         | YTV            | 全48話 |
| 10月13日 - 1974年3月30日 | キューティーハニー         | 東映動画             | NET            | 全25話 |

1. ↑  全31回放送
2. ↑  第40話より『ゼロテスター 地球を守れ!』に改題

## 1974年（昭和49年）
| 開始日 - 終了日          | 作品名                    | 制作会社                                    | 主放送局・系列 | 話数    |
| ------------------------ | ------------------------- | ------------------------------------------- | -------------- | ------- |
| 1月6日 - 12月29日        | アルプスの少女ハイジ      | ズイヨー映像                                | CX             | 全52話  |
| 4月1日 - 9月30日         | 柔道讃歌                  | 東京ムービー                                | NTV            | 全27話  |
| 4月1日 - 6月28日         | チャージマン研!           | ナック                                      | TBS            | 全65話  |
| 4月1日 - 1975年3月21日   | 星の子ポロン              | 日本動画、時報映画社                        | UHB            | 全520話 |
| 4月1日 - 1975年9月29日   | 魔女っ子メグちゃん        | 東映動画                                    | NET            | 全72話  |
| 4月2日 - 10月9日         | ダメおやじ                | ナック                                      | 12CH           | 全26話  |
| 4月3日 - 1975年9月24日   | 小さなバイキングビッケ    | ズイヨー映像→日本アニメーション（日独合作） | CX             | 全78話  |
| 4月4日 - 1975年5月8日    | ゲッターロボ              | 東映動画                                    | CX             | 全51話  |
| 4月5日 - 1975年9月12日   | ガンとゴン                | 日本動画、時報映画社                        | SBS            | 全260話 |
| 4月5日 - 9月27日         | 昆虫物語 新みなしごハッチ | タツノコプロ                                | MBS            | 全26話  |
| 4月5日 - 1975年6月27日   | たまげ太くん              | スタジオ・ゼロ                              | NTV            | 全60話  |
| 4月5日 - 9月27日         | 星の子チョビン            | スタジオ・ゼロ                              | TBS            | 全26話  |
| 9月8日 - 1975年9月28日   | グレートマジンガー        | 東映動画                                    | CX             | 全56話  |
| 9月30日 - 1975年3月29日  | ウリクペン救助隊          | タツノコプロ                                | CX             | 全22話  |
| 10月4日 - 1975年3月28日  | ジムボタン                | エイケン                                    | MBS            | 全26話  |
| 10月4日 - 1975年3月28日  | 破裏拳ポリマー            | タツノコプロ                                | NET            | 全26話  |
| 10月5日 - 1976年3月27日  | はじめ人間ギャートルズ    | 東京ムービー                                | ABC            | 全77話  |
| 10月6日 - 1975年3月30日  | 宇宙戦艦ヤマト            | オフィス・アカデミー                        | YTV            | 全26話  |
| 10月6日 - 1976年9月26日  | てんとう虫の歌            | タツノコプロ                                | CX             | 全104話 |
| 10月15日 - 1975年9月30日 | カリメロ（第1作）         | 東映動画                                    | NET            | 全45話  |

1. ↑  全260回放送
2. ↑  1974年以前にも別の地方局での放送情報が確認されており、一部話数の初回放送は秋田テレビ（1971年12月1日 - 12月9日に7話分を放送）が最初となっている。星の子ポロンまとめWiki

## 1975年（昭和50年）
| 開始日 - 終了日          | 作品名                              | 制作会社                                    | 主放送局・系列 | 話数     |
| ------------------------ | ----------------------------------- | ------------------------------------------- | -------------- | -------- |
| 1月1日 - 1979年12月31日  | キリンのものしり館                  | オフィス・ユニ                              | MBS            | 全1565話 |
| 1月5日 - 12月28日        | フランダースの犬                    | ズイヨー映像→日本アニメーション             | CX             | 全52話   |
| 1月7日 - 3月25日         | まんが日本昔ばなし（第1期）         | グループ・タック                            | MBS            | 全24話   |
| 4月1日 - 1976年4月20日   | みつばちマーヤの冒険                | ズイヨー映像→日本アニメーション（日独合作） | ABC            | 全52話   |
| 4月4日 - 1976年3月26日   | 勇者ライディーン                    | 創映社（サンライズ）                        | NET            | 全50話   |
| 4月4日 - 12月26日        | ラ・セーヌの星                      | 創映社（サンライズ）、ユニマックス          | CX             | 全39話   |
| 4月5日 - 9月27日         | ドンチャック物語                    | ナック                                      | 12CH           | 全26話   |
| 4月7日 - 9月29日         | ガンバの冒険                        | 東京ムービー                                | NTV            | 全26話   |
| 4月9日 - 9月17日         | 少年徳川家康                        | 東映動画                                    | NET            | 全20話   |
| 5月15日 - 1976年3月25日  | ゲッターロボG                       | 東映動画                                    | CX             | 全39話   |
| 7月2日 - 12月24日        | 宇宙の騎士テッカマン                | タツノコプロ                                | NET            | 全26話   |
| 7月30日 - 8月15日        | イルカと少年                        | エイケン（日仏合作）                        | TBS            | 全13話   |
| 10月1日 - 1976年9月29日  | アラビアンナイト シンドバットの冒険 | 日本アニメーション                          | CX             | 全52話   |
| 10月3日 - 1976年3月26日  | わんぱく大昔クムクム                | 創映社（サンライズ）                        | MBS            | 全26話   |
| 10月4日 - 1976年12月25日 | タイムボカン                        | タツノコプロ                                | CX             | 全61話   |
| 10月5日 - 1976年8月29日  | 鋼鉄ジーグ                          | 東映動画                                    | NET            | 全46話   |
| 10月5日 - 1977年2月27日  | UFOロボ グレンダイザー              | 東映動画                                    | CX             | 全74話   |
| 10月6日 - 1976年3月29日  | アンデス少年ペペロの冒険            | 和光プロ                                    | NET            | 全26話   |
| 10月6日 - 1977年9月26日  | 元祖天才バカボン                    | 東京ムービー                                | NTV            | 全204話  |
| 10月7日 - 1976年3月30日  | 草原の少女ローラ                    | 日本アニメーション                          | TBS            | 全26話   |
| 10月15日 - 1982年6月28日 | 一休さん                            | 東映動画                                    | NET→ANB        | 全302話  |

1. ↑  第6話までは『クムクム』と題して放送
2. ↑  全103回放送
3. ↑  特番6話分含む

## 1976年（昭和51年）
| 開始日 - 終了日          | 作品名                                   | 制作会社                                 | 主放送局・系列 | 話数     |
| ------------------------ | ---------------------------------------- | ---------------------------------------- | -------------- | -------- |
| 1月2日 - 6月25日         | ハックルベリィの冒険                     | グループ・タック                         | CX             | 全26話   |
| 1月3日 - 1994年8月27日   | まんが日本昔ばなし（第2期）              | グループ・タック                         | MBS            | 全1449話 |
| 1月4日 - 12月26日        | 母をたずねて三千里                       | 日本アニメーション                       | CX             | 全52話   |
| 4月1日 - 1977年1月27日   | 大空魔竜ガイキング                       | 東映動画                                 | CX             | 全44話   |
| 4月1日 - 9月30日         | 妖怪伝 猫目小僧                          | 和光プロ                                 | 12CH           | 全24話   |
| 4月2日 - 9月17日         | マシンハヤブサ                           | 東映動画                                 | NET            | 全21話   |
| 4月4日 - 12月29日        | ゴワッパー5 ゴーダム                     | タツノコプロ                             | ABC→NET        | 全36話   |
| 4月6日 - 9月28日         | UFO戦士ダイアポロン                      | エイケン                                 | TBS            | 全26話   |
| 4月7日 - 1978年3月25日   | 新ドンチャック物語                       | ナック                                   | 12CH           | 全73話   |
| 4月17日 - 1977年5月28日  | 超電磁ロボ コン・バトラーV               | 東映、創映社（サンライズ）               | NET→ANB        | 全54話   |
| 4月27日 - 1977年5月31日  | ピコリーノの冒険                         | 日本アニメーション（日独合作）           | ABC            | 全52話   |
| 7月1日 - 1977年3月31日   | グロイザーX                              | ナック                                   | 12CH           | 全36話   |
| 7月5日 - 1977年3月28日   | ブロッカー軍団IVマシーンブラスター       | 日本アニメーション、葦プロダクション     | CX             | 全38話   |
| 8月6日 - 12月10日        | まんがふるさと昔話                       | ダックスインターナショナル               | 12CH           | 全36話   |
| 9月5日 - 1977年6月26日   | マグネロボ ガ・キーン                    | 東映動画                                 | NET→ANB        | 全39話   |
| 10月1日 - 1979年2月2日   | キャンディ♥キャンディ                    | 東映動画                                 | NET→ANB        | 全115話  |
| 10月1日 - 1977年3月25日  | 恐竜探険隊ボーンフリー                   | 円谷プロダクション、創映社（サンライズ） | NET            | 全25話   |
| 10月1日 - 1982年3月31日  | ほかほか家族                             | エイケン                                 | CX             | 全1428話 |
| 10月3日 - 1977年3月27日  | 花の係長                                 | 東京ムービー                             | MBS            | 全59話   |
| 10月3日 - 1977年9月11日  | ポールのミラクル大作戦                   | タツノコプロ                             | CX             | 全50話   |
| 10月3日 - 1977年4月3日   | リトル・ルルとちっちゃい仲間             | 日本アニメーション                       | ABC            | 全26話   |
| 10月6日 - 1979年12月26日 | ドカベン                                 | 日本アニメーション、土田プロダクション   | CX             | 全163話  |
| 10月7日 - 1979年3月28日  | まんが世界昔ばなし                       | ダックスインターナショナル               | TBS            | 全127話  |
| 10月7日 - 1977年2月24日  | UFO戦士ダイアポロンII アクションシリーズ | エイケン                                 | 12CH           | 全21話   |
| 10月12日 - 1977年9月27日 | ろぼっ子ビートン                         | 創映社（サンライズ）→日本サンライズ      | TBS            | 全50話   |

1. ↑  放送終了後の1995年1月2日・4月1日に特番を放送
2. ↑  特番7話分含む
3. ↑  全18回放送。本放送時、未放送となった残りの16話分（8回分）は再放送時に初放送
4. ↑  第7話より『まんが 花の係長』に改題
5. ↑  全25回放送

## 1977年（昭和52年）
| 開始日 - 終了日          | 作品名                                    | 制作会社                               | 主放送局・系列 | 話数    |
| ------------------------ | ----------------------------------------- | -------------------------------------- | -------------- | ------- |
| 1月1日 - 1979年1月27日   | タイムボカンシリーズ ヤッターマン         | タツノコプロ                           | CX             | 全108話 |
| 1月2日 - 12月25日        | あらいぐまラスカル                        | 日本アニメーション                     | CX             | 全52話  |
| 2月3日 - 9月15日         | ジェッターマルス                          | 東映動画、マッドハウス                 | CX             | 全27話  |
| 3月3日 - 12月29日        | 合身戦隊メカンダーロボ                    | 和光プロダクション                     | 12CH           | 全35話  |
| 3月6日 - 1978年3月26日   | 惑星ロボ ダンガードA                      | 東映動画                               | CX             | 全56話  |
| 4月4日 - 9月5日          | あしたへアタック!                         | 日本アニメーション                     | CX             | 全23話  |
| 4月4日 - 1993年3月6日    | おーい おはなしだよ                       | バンエイト                             | CTC            | 全94話  |
| 4月4日 - 1978年3月31日   | バーバパパ                                | トップクラフト（日蘭合作）             | 12CH           | 全156話 |
| 4月9日 - 10月22日        | 超合体魔術ロボ ギンガイザー               | 日本アニメーション、葦プロダクション   | ABC            | 全28話  |
| 4月12日 - 8月30日        | 氷河戦士ガイスラッガー                    | 東映、東京ムービー、オカスタジオ       | ANB            | 全20話  |
| 6月4日 - 1978年3月25日   | 超電磁マシーン ボルテスV                  | 東映、日本サンライズ                   | ANB            | 全40話  |
| 6月7日 - 12月6日         | シートン動物記 くまの子ジャッキー         | 日本アニメーション                     | ABC            | 全26話  |
| 6月26日（特別番組）      | アルプスの音楽少女 ネッティのふしぎな物語 | 虫プロダクション、日本アニメーション   | ABC            | 全1話   |
| 7月3日 - 1978年3月5日    | 超人戦隊バラタック                        | 東映動画                               | ANB            | 全31話  |
| 9月12日 - 1978年3月27日  | おれは鉄兵                                | 日本アニメーション、シンエイ動画       | CX             | 全28話  |
| 9月18日 - 1978年9月24日  | 一発貫太くん                              | タツノコプロ                           | CX             | 全53話  |
| 9月22日 - 1978年8月31日  | アローエンブレム グランプリの鷹           | 東映動画                               | CX             | 全44話  |
| 10月1日 - 1978年9月30日  | 新・巨人の星                              | 東京ムービー                           | YTV            | 全52話  |
| 10月1日 - 1978年3月25日  | 風船少女テンプルちゃん                    | タツノコプロ                           | CX             | 全26話  |
| 10月2日 - 1978年10月1日  | 家なき子                                  | 東京ムービー新社                       | NTV            | 全51話  |
| 10月3日 - 1980年10月6日  | ルパン三世（第2作）                       | 東京ムービー新社                       | NTV            | 全155話 |
| 10月4日 - 1978年3月28日  | 超スーパーカー ガッタイガー               | 永和                                   | 12CH           | 全26話  |
| 10月5日 - 1978年3月29日  | とびだせ!マシーン飛竜                     | 東映、タツノコプロ                     | 12CH           | 全21話  |
| 10月5日 - 1978年9月27日  | まんが日本絵巻                            | アニメルーム                           | TBS            | 全81話  |
| 10月7日 - 1978年6月30日  | 恐竜大戦争アイゼンボーグ                  | 円谷プロダクション、オカスタジオ       | 12CH           | 全39話  |
| 10月8日 - 1978年3月25日  | 無敵超人ザンボット3                       | 日本サンライズ                         | NBN            | 全23話  |
| 10月10日 - 1978年2月6日  | 激走!ルーベンカイザー                     | 東映、和光プロ、グリーン・ボックス     | ANB            | 全17話  |
| 10月29日 - 1978年5月27日 | 若草のシャルロット                        | 日本アニメーション                     | ABC            | 全30話  |
| 11月18日 - 1978年9月29日 | まんが偉人物語                            | グループ・タック                       | MBS            | 全92話  |
| 12月13日 - 1978年6月27日 | 女王陛下のプティアンジェ                  | 日本アニメーション、葦プロダクション   | ABC            | 全26話  |
| 12月23日 - 1979年3月26日 | 野球狂の詩                                | 日本アニメーション、土田プロダクション | CX             | 全25話  |
| 12月31日（特別番組）     | 雪がふるまで                              | NHK                                    | NHK            | 全1話   |

1. ↑  未放送2話含む
2. 1 2  全46回放送

## 1978年（昭和53年）
| 開始日 - 終了日          | 作品名                              | 制作会社                         | 主放送局・系列 | 話数    |
| ------------------------ | ----------------------------------- | -------------------------------- | -------------- | ------- |
| 1月1日 - 12月31日        | ペリーヌ物語                        | 日本アニメーション               | CX             | 全53話  |
| 2月12日 - 5月28日        | すばらしい世界旅行 恐竜王国の興亡   | 日本映像記録センター             | NTV            | 全6話   |
| 3月6日 - 1979年1月29日   | 魔女っ子チックル                    | 東映、日本サンライズ             | ANB            | 全45話  |
| 3月14日 - 1979年2月13日  | 宇宙海賊キャプテンハーロック        | 東映動画                         | ANB            | 全42話  |
| 4月1日 - 1979年1月27日   | 闘将ダイモス                        | 東映、日本サンライズ             | ANB            | 全44話  |
| 4月2日 - 1979年6月24日   | SF西遊記スタージンガー              | 東映動画                         | CX             | 全64話  |
| 4月4日 - 10月31日        | 未来少年コナン                      | 日本アニメーション               | NHK            | 全26話  |
| 4月10日 - 10月23日       | 一球さん                            | 日本アニメーション、シンエイ動画 | CX             | 全26話  |
| 5月6日 - 1984年3月31日   | まんがはじめて物語（実写+アニメ）   | ダックスインターナショナル       | TBS            | 全305話 |
| 6月3日 - 1979年3月31日   | はいからさんが通る                  | 日本アニメーション               | ABC            | 全42話  |
| 6月3日 - 1979年3月31日   | 無敵鋼人ダイターン3                 | 日本サンライズ                   | NBN            | 全40話  |
| 7月4日 - 1979年3月27日   | 星の王子さま プチ・プランス         | ナック                           | ABC            | 全39話  |
| 7月27日 - 1979年2月15日  | 宇宙魔神ダイケンゴー                | 東映、鳥プロ                     | ANB            | 全26話  |
| 8月27日（特別番組）      | 100万年地球の旅 バンダーブック      | 手塚プロダクション               | NTV            | 全1話   |
| 9月14日 - 1981年3月26日  | 銀河鉄道999                         | 東映動画                         | CX             | 全116話 |
| 9月23日（特別番組）      | 大雪山の勇者 牙王                   | 日本アニメーション               | CX             | 全1話   |
| 10月1日 - 1979年9月30日  | 科学忍者隊ガッチャマンII            | タツノコプロ                     | CX             | 全52話  |
| 10月6日 - 1979年9月28日  | まんがこども文庫                    | グループ・タック                 | MBS            | 全51話  |
| 10月8日 - 1979年4月1日   | 宝島                                | 東京ムービー新社                 | NTV            | 全26話  |
| 10月14日 - 1979年4月7日  | 宇宙戦艦ヤマト2                     | アカデミー製作                   | YTV            | 全26話  |
| 10月14日 - 1979年3月31日 | 新・エースをねらえ!                 | 東京ムービー新社                 | NTV            | 全25話  |
| 10月24日 - 1979年6月26日 | ピンク・レディー物語 栄光の天使たち | 東映                             | 12CH           | 全37話  |
| 11月7日 - 1979年12月18日 | キャプテン・フューチャー            | 東映動画                         | NHK            | 全53話  |
| 12月24日（特別番組）     | 町一番のけちんぼう                  | トップクラフト（日米合作）       | ABC            | 全1話   |

1. ↑  未放送4話含む
2. ↑  特番3話含む
3. ↑  特番2話含む
4. ↑  特番1話含む

## 1979年（昭和54年）
| 開始日 - 終了日          | 作品名                                  | 制作会社                     | 主放送局・系列 | 話数     |
| ------------------------ | --------------------------------------- | ---------------------------- | -------------- | -------- |
| 1月4日 - 4月5日          | 野ばらのジュリー                        | ダックスインターナショナル   | 12CH           | 全13話   |
| 1月7日 - 12月30日        | 赤毛のアン                              | 日本アニメーション           | CX             | 全50話   |
| 2月3日 - 1980年1月26日   | タイムボカンシリーズ ゼンダマン         | タツノコプロ                 | CX             | 全52話   |
| 2月5日 - 7月30日         | 日本名作童話シリーズ 赤い鳥のこころ     | シンエイ動画                 | ANB            | 全26話   |
| 2月9日 - 1980年2月8日    | 花の子ルンルン                          | 東映動画                     | ANB            | 全50話   |
| 2月18日（特別番組）      | がんばれ!ぼくらのヒットエンドラン       | 日本アニメーション           | CX             | 全1話    |
| 3月6日 - 1980年3月25日   | サイボーグ009（第2作）                  | 東映、日本サンライズ         | ANB            | 全50話   |
| 3月21日 - 1980年3月5日   | 未来ロボ ダルタニアス                   | 東映、日本サンライズ         | 12CH           | 全47話   |
| 4月2日 - 9月25日         | くじらのホセフィーナ                    | 葦プロダクション、国際映画社 | 12CH           | 全24話   |
| 4月2日 - 2005年3月18日   | ドラえもん（第2作第1期）                | シンエイ動画                 | ANB→EX         | 全1817話 |
| 4月4日 - 1980年3月26日   | ザ☆ウルトラマン                         | 日本サンライズ               | TBS            | 全50話   |
| 4月7日 - 1980年4月5日    | アニメーション紀行 マルコ・ポーロの冒険 | マッドハウス                 | NHK            | 全43話   |
| 4月7日 - 1980年1月26日   | 機動戦士ガンダム                        | 日本サンライズ               | NBN            | 全43話   |
| 4月7日 - 9月29日         | シートン動物記 りすのバナー             | 日本アニメーション           | ABC            | 全26話   |
| 4月14日 - 9月29日        | 新・巨人の星II                          | 東京ムービー                 | YTV            | 全23話   |
| 4月19日 - 7月12日        | 巴里のイザベル                          | ダックスインターナショナル   | 12CH           | 全13話   |
| 4月29日（特別番組）      | まえがみ太郎                            | 日本アニメーション           | CX             | 全1話    |
| 5月5日（特別番組）       | 怪盗ルパン 813の謎                      | タツノコプロ                 | CX             | 全1話    |
| 6月30日（特別番組）      | トンデモネズミ大活躍                    | 日本アニメーション           | CX             | 全1話    |
| 7月1日（特別番組）       | あしたの勇者たち                        | 東映動画                     | NTV            | 全1話    |
| 7月1日 - 8月26日         | SF西遊記スタージンガーII                | 東映動画                     | CX             | 全9話    |
| 7月19日 - 10月18日       | 金髪のジェニー                          | ダックスインターナショナル   | 12CH           | 全13話   |
| 7月27日 - 1980年3月28日  | 科学冒険隊タンサー5                     | 日本サンライズ               | 12CH           | 全34話   |
| 7月31日（特別番組）      | 宇宙戦艦ヤマト 新たなる旅立ち           | アカデミー製作               | CX             | 全1話    |
| 8月26日（特別番組）      | 海底超特急マリンエクスプレス            | 手塚プロダクション           | NTV            | 全1話    |
| 9月9日 - 1980年3月30日   | 円卓の騎士物語 燃えろアーサー           | 東映動画                     | CX             | 全30話   |
| 9月15日（特別番組）      | ジャン・バルジャン物語                  | 東映動画                     | CX             | 全1話    |
| 9月28日（特別番組）      | アンネの日記 アンネ・フランク物語       | 日本アニメーション           | ABC            | 全1話    |
| 10月6日 - 1980年4月5日   | こぐまのミーシャ                        | 日本アニメーション           | ABC            | 全26話   |
| 10月7日 - 1980年8月31日  | 科学忍者隊ガッチャマンF                 | タツノコプロ                 | CX             | 全48話   |
| 10月7日（特別番組）      | 大恐竜時代                              | 東映動画                     | NTV            | 全1話    |
| 10月7日 - 1981年2月22日  | 闘士ゴーディアン                        | タツノコプロ                 | 12CH           | 全73話   |
| 10月9日 - 1980年4月15日  | まんが猿飛佐助                          | ナック                       | 12CH           | 全24話   |
| 10月10日（特別番組）     | あしながおじさん                        | タツノコプロ                 | CX             | 全1話    |
| 10月10日 - 1980年9月10日 | ベルサイユのばら                        | 東京ムービー新社             | NTV            | 全41話   |
| 10月13日 - 1980年3月29日 | 宇宙空母ブルーノア                      | アカデミー製作               | YTV            | 全24話   |
| 10月25日 - 1980年5月1日  | さすらいの少女ネル                      | ダックスインターナショナル   | 12CH           | 全26話   |

1. ↑  未放送2話含む
2. ↑  総集編1話含む